# Иван Данов (библиотекар)
Вижте пояснителната страница за други личности с името Иван Данов.
Иван Данов е български библиотекар, библиограф и читалищен деец.

## Биография
Роден е на 25 ноември 1880 г. в Плевен. От 1904 до 1947 г. е библиотекар и уредник на библиотеката на читалище „Съгласие“ в родния си град. Заедно с Петър Ненков прилага и популяризира десетичната библиографска класификация. Създава нумизматична и археологическа сбирка към читалището. В периода 1930 – 1944 г. е организатор и лектор в библиотекарските курсове на Върховния читалищен съюз. От 1929 до 1939 г. е член на Управителния съвет на Читалищната кооперация. От 1903 г. е член на археологическото дружество. Редактор е на вестник „Съгласие“ и съредактор на списание „Книжовник“. Сътрудничи на вестник „Читалищни вести“ и на списание „Читалище“. Автор е на книгите „Съкратен азбучен показател на десетичната библиографична класификация“ (1921), „Ръководство за описване, класиране и нареждане на книгите в библиотеките“ (1943) и др. Умира на 19 март 1947 г.